# Karangduren (Bobotsari)
Karangduren is een bestuurslaag in het regentschap Purbalingga van de provincie Midden-Java, Indonesië. Karangduren telt 3018 inwoners (volkstelling 2010).